# Hoda Khamosh
Hoda Khamosh (Irã, 1996) é uma jornalista iraniana e ativista dos direitos humanos, voltada para os direitos das mulheres afegãs. Recebeu o título de as 100 pessoas mais influentes do mundo pela revista Time, em 2022; e o título das 100 mulheres mais inspiradoras e influentes pela BBC, em 2021.

## Biografia
Khamosh nasceu no Irã, em 1996; e quando criança, se mudou com sua família para Parvan, no Afeganistão, terra natal de seus pais. Se formou em jornalismo e trabalhou em rádios locais. Em 2015, trabalhou como jornalista no jornal diário Mandegar, em Cabul. Khamosh também escreve poesias sobre amor, guerra e mulheres.
Com grupos de amigos, visitava escolas, palestrando para alunas e alunos sobre a saúde feminina, com o tema "Menstruação não é um tabu". No ano de 2021, com a tomada de poder pelo Talibã, e sua política de repressão feminina, Khamosh, juntamente com outras ativistas, participavam de protestos nas ruas contra a repressão das mulheres afegãs. Esses protestos eram dispersados com violência por parte dos Talibãs, chegando ao ponto de capturar ativistas e jornalistas, sofrendo torturas e até a morte.
Em 23 de janeiro de 2022, participou da Conferência de Oslo, juntamente com autoridades do Talibã. Na conferência, Khamosh pediu ao ministro interino das Relações Exteriores do Talibã, Amir Khan Muttaqi, que libertassem duas ativistas de direitos humanos que foram presas por autoridades do Talibã.
Atualmente, Khamosh está exilada em Oslo, na Noruega.